# Лауренс Хејс
Лауренс Хејс (хол. Laurens Huys; 24. септембар 1998) белгијски је професионални бициклиста који тренутно вози за UCI ворлд тур тим — Аркеа—бб хотелс. Каријеру је почео 2020. године, када је завршио Тур де Хонгри на осмом мјесту. Године 2021. завршио је Тур де Хонгри на шестом мјесту, а 2022. је завршио Тур оф Норвеј на седмом мјесту. Године 2023. возио је своју прву гранд тур трку — Ђиро д’Италију, гдје је класификацију за најбољег младог возача завршио на осмом мјесту.